# Acacia yemenensis
Acacia yemenensis är en ärtväxtart som beskrevs av Loutfy Boulos. Acacia yemenensis ingår i släktet akacior, och familjen ärtväxter. Inga underarter finns listade i Catalogue of Life.